# 家庭裁判所前停留場
家庭裁判所前停留場（かていさいばんしょまえていりゅうじょう、家庭裁判所前電停）は、広島県広島市中区上幟町にある広島電鉄白島線の停留場である。駅番号はW03。

## 歴史
白島線が開業したのは広島電鉄の前身である広島電気軌道が市内電車の営業を開始した1912年（大正元年）のことであるが、当停留場が開設されたのはそれより時代が下った第二次世界大戦後、1952年（昭和27年）のことである。1945年（昭和20年）8月6日の原爆投下以来休止されていた白島線が、戦後新たに建設された幹線道路（白島通り）上に新しく軌道を移して営業を再開したのに合わせて開設された。停留場名は隣接する広島家庭裁判所に由来する。

### 年表
- 1952年（昭和27年）6月10日：戦後の白島線運転再開と同時に開設[2][5]。。
- 1996年（平成8年）10月：駅番号「W4」を付与[6]。
- 2025年（令和7年）8月3日：駅番号を「W03」へ変更[7]。

## 停留場構造

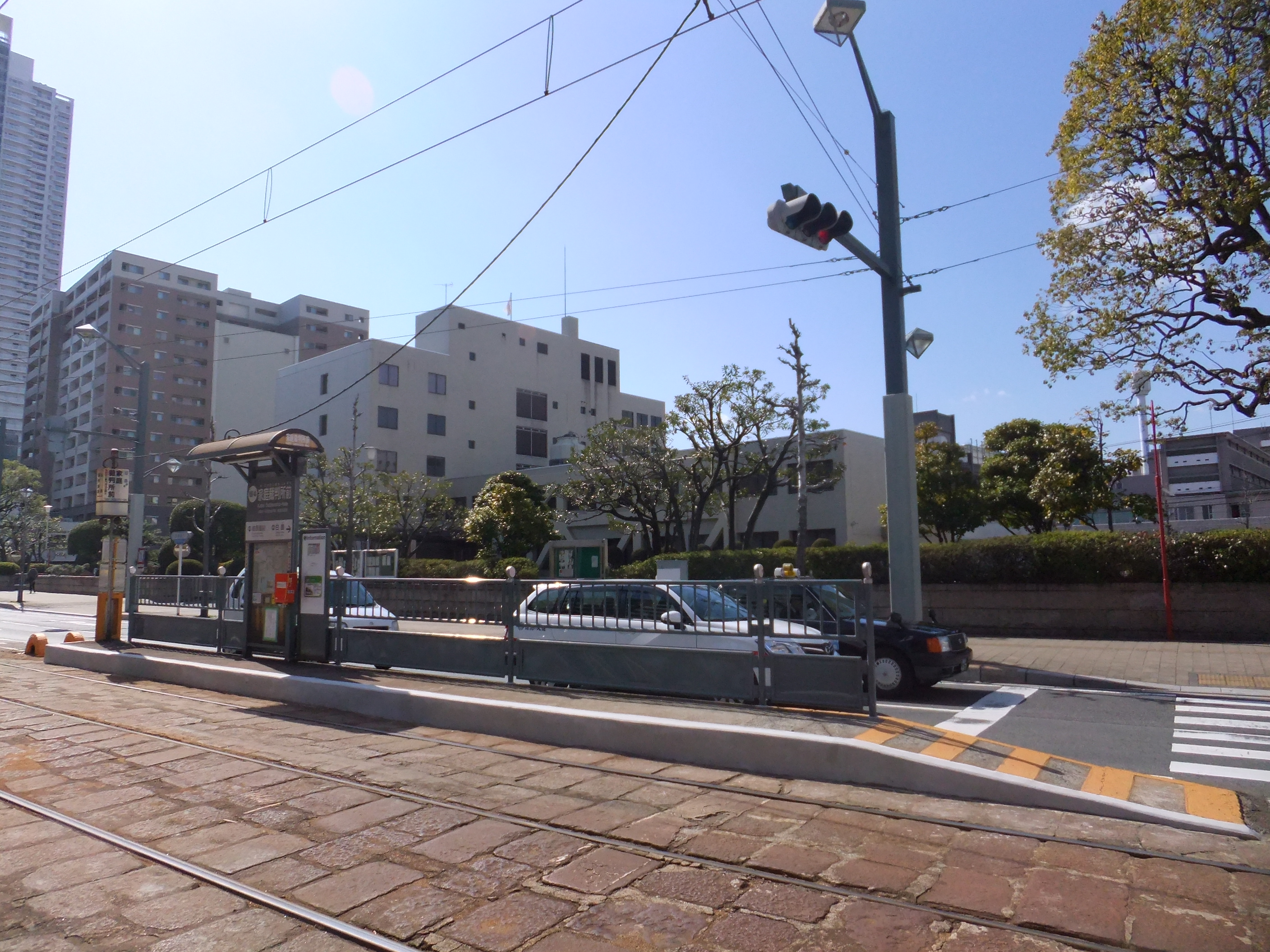
白島方面ホーム（2013年2月）

白島線の軌道は道路上に軌道が敷設された併用軌道であり、当停留場も道路上にホームが設けられている。ホームは低床式で2面あり、2本の線路を挟み込むように向かい合って配置されている（相対式ホーム）。線路の西に白島方面へ向かう下りホームが、東に八丁堀方面へ向かう上りホームが置かれている。

### 運行系統
当停留場には広島電鉄で運行されている系統のうち、9号線のみが乗り入れている。
| 上りホーム | 9号線 | 八丁堀ゆき・江波ゆき |
| 下りホーム | 9号線 | 白島ゆき             |

## 停留場周辺
隣の縮景園前停留場と同様司法関係の施設が集まり、西側には広島家庭裁判所をはじめ広島拘置所や広島弁護士会館などが立地する。また弁護士事務所も多く見受けられる。東側はすぐ近くを京橋川が流れる。
- 中国総合通信局
- 広島はくしま病院
  - 「逓信病院前」バス停 - 広電バス6号線、12号線が停車する。

## 隣の停留場
広島電鉄
白島線
縮景園前停留場 (W02) - 家庭裁判所前停留場 (W03) - 白島停留場 (W04)